# Zhushan (Shiyan)
Der Kreis Zhushan (chinesisch 竹山县, Pinyin Zhúshān Xiàn) ist ein Kreis, der zum Verwaltungsgebiet der bezirksfreien Stadt Shiyan im Nordwesten der chinesischen Provinz Hubei gehört. Er hat eine Fläche von 3.299 km² und zählt 416.800 Einwohner (Stand: Ende 2019). Sein Hauptort ist die Großgemeinde Chengguan (城关镇).

## Administrative Gliederung
Auf Gemeindeebene setzt sich der Kreis aus neun Großgemeinden und acht Gemeinden zusammen. 